# Gazette van Brugge

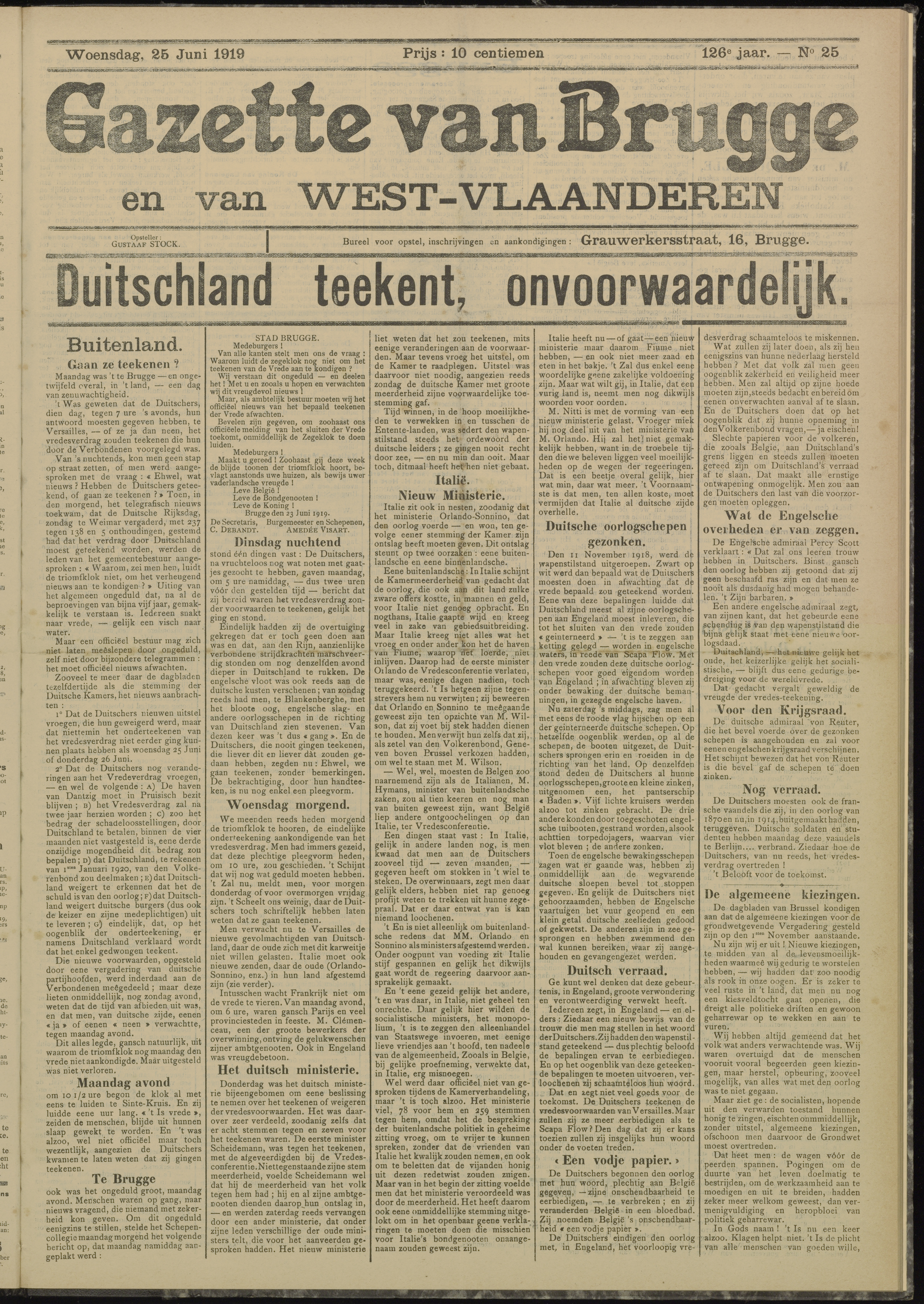
Voorblad van De Gazette van Brugge van 25 juni 1919. Krant bewaard in en gedigitaliseerd door Openbare Bibliotheek Brugge.

De Gazette van Brugge is een weekblad in Brugge dat van 1795 tot 1919 verscheen.

## Namen
Tijdens de 127 jaren van zijn bestaan, heeft de krant verschillende titels gehad, waarbij Gazette van Brugge overwegend is:
- Vaderlandsch Nieuwsblad (december 1792 - maart 1793)
- Het Brugsch Nieuwsblad (maart-april 1793)
- Brugsche Gazette (juni 1795 - februari 1796)
- Gazette van Brugge en van het departement der Leye (februari 1796 - mei 1811)
- Journal du département de la Lys (mei 1811 - januari 1814)
- Brugsche Gazette (februari 1814)
- Gazette van Brugge en van 't departement van de Leye (maart 1814 - oktober 1815)
- Gazette van Brugge en van de provincie West-Vlaanderen (oktober 1815 - januari 1817)
- Gazette van de provincie West-Vlaanderen en der stad Brugge (januari 1817 - maart 1846)
- Gazette van Brugge en van West-Vlaanderen (maart 1846 - 1919)

## Eigenaars

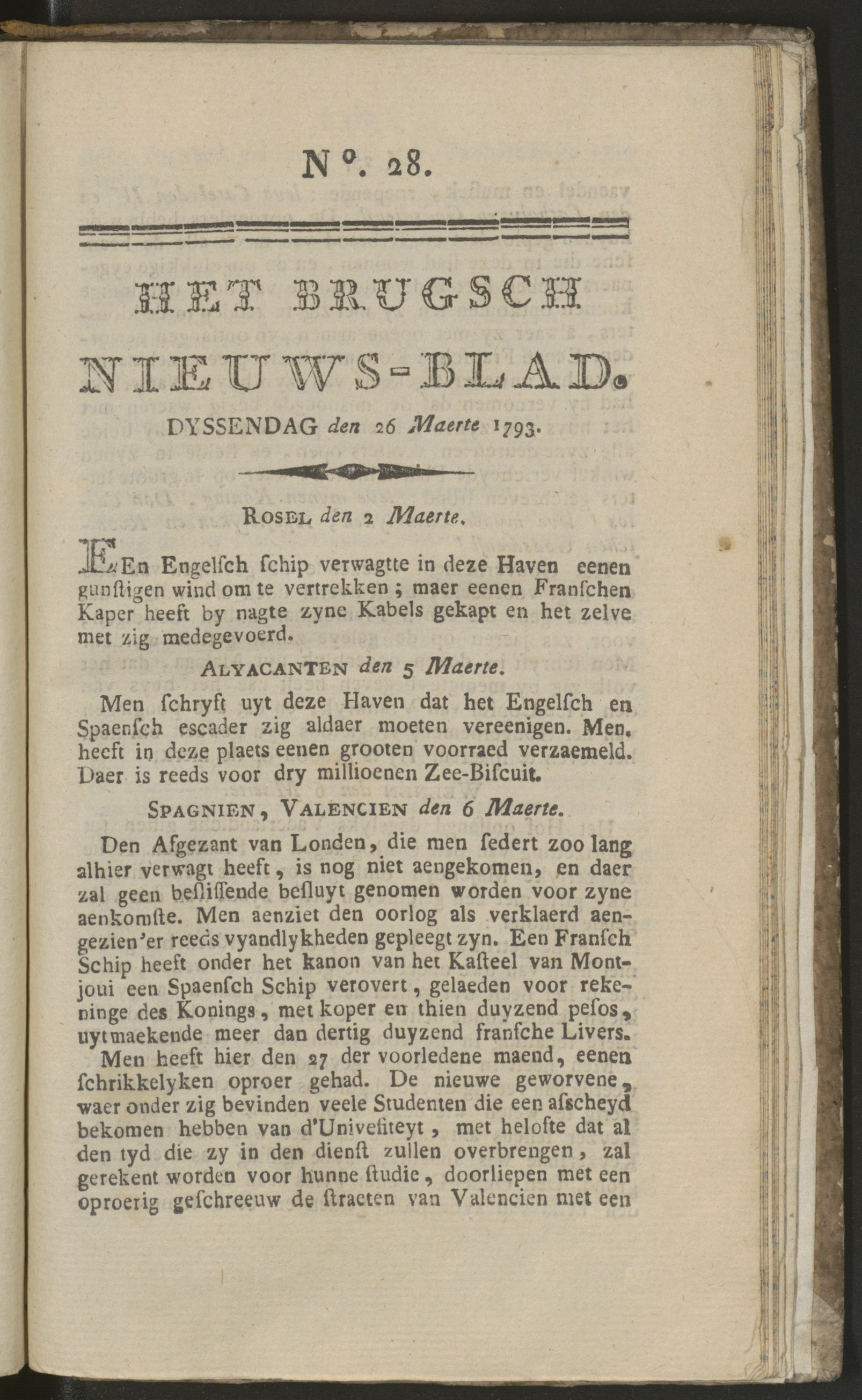
Voorpagina van Het Brugsche Nieuwsblad van 26 maart 1793. Krant bewaard in en gedigitaliseerd door Openbare Bibliotheek Brugge.

- Stichter Joseph Bogaert, van 1792 tot 1820.
- Jan-Frans Bogaert, van 1821 tot 1844.
- Julius Bogaert, in 1844-1845.
- Louis-Bernard Herreboudt-Joos (1803-1874), van 1845 tot 1872.
- Louis-Marie Herreboudt-Claeys (1847-1926), van 1873 tot 1899. Medewerkers waren o.m. Gustave Stock en Camiel Moeyaert. Onder de letterzetters bevond zich Bernard Minnebo.
- Gustave Stock (1862-1924), van 1900 tot 1919, namens de katholieke partij.

## Gezindheid

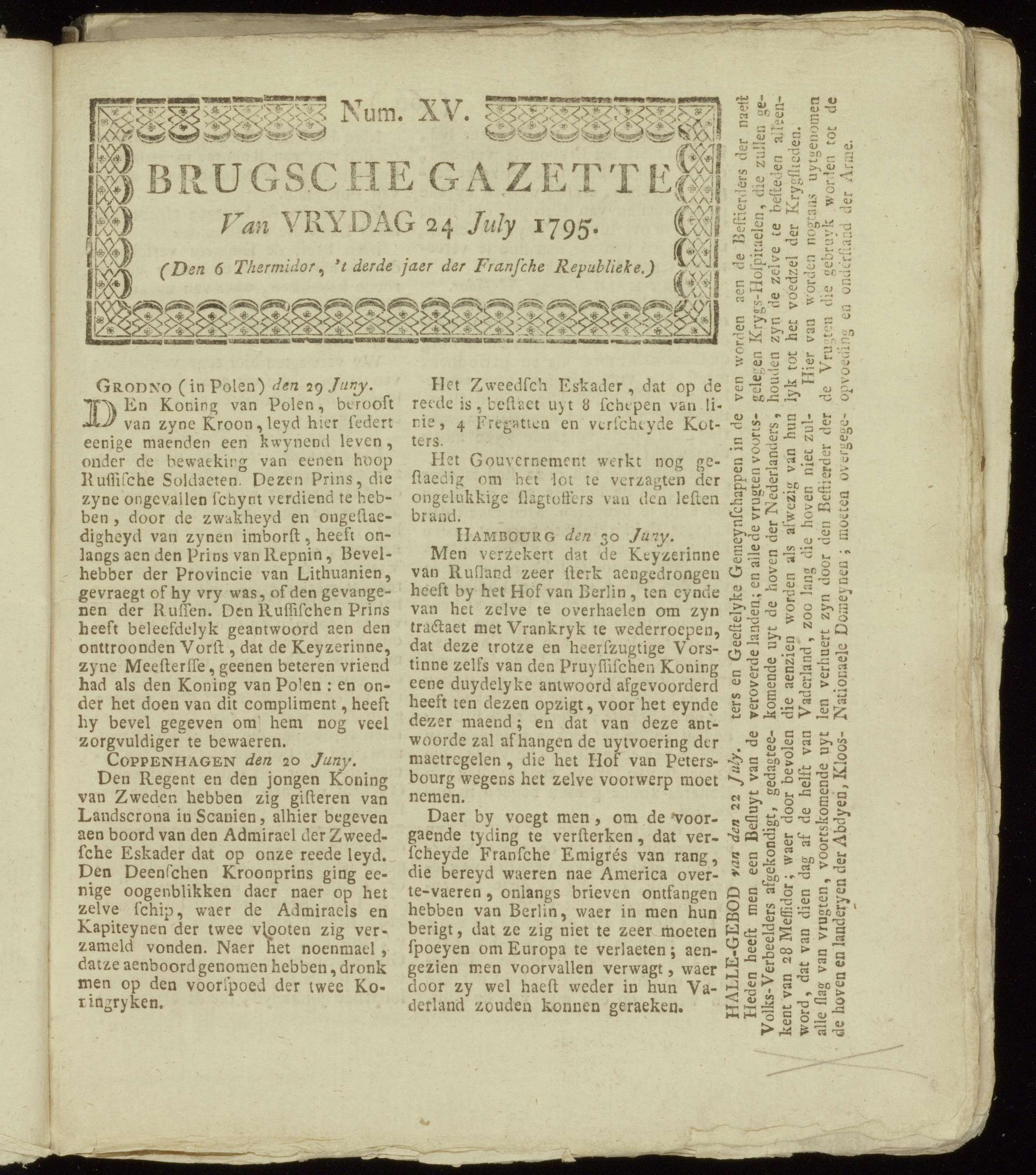
Voorpagina van de Brugsche Gazette van 24 juli 1795. Krant bewaard in en gedigitaliseerd door Openbare Bibliotheek Brugge.

- 1792-1815: gematigd republikeins, neutraal.
- 1815-1830: orangistisch.
- 1830-1851: neutraal, eerder liberaal.
- 1851-1899: katholiek.
- 1900-1919: officieus orgaan van de katholieke partij. De titel werd in 1899 gekocht door senator Leon Van Ockerhout, die hem ter beschikking stelde van de katholieke partij en deze stelde Stock aan als drukker-uitgever.